# Fehérlepkeformák
A fehérlepkeformák  (Pierinae) a valódi lepkék (Glossata) alrendjébe tartozó fehérlepkék (Pieridae) családjának névadó alcsaládja.

## Rendszerezésük
Az alcsalád nemei és a Magyarországon legismertebb fajok:
1. Anthocharini nemzetség 8 nemmel:
- - Anthocharis
    - hajnalpírlepke (Anthocharis cardamines)
    - marokkói hajnalpírlepke (Anthocharis belia)

  - Cunizza
  - Euchloe
  - Hesperocharis
  - Iberochloe
  - Leptosia
  - Mathania
  - Zegris

2. Colotini nemzetség 8 nemmel:
- - Calopieris
  - Colotis
  - Eroessa
  - Eronia
  - Hebomoia
  - Ixias
  - Nepheronia
  - Pareronia

3. Pierini nemzetség 3 nemmel:
- Aporiina öregnem 14 nemmel:

- Aporia

- galagonyalepke (Aporia crataegi),

- - Archonias
  - Catasticta
  - Cepora
  - Charonias
  - Delias
  - Eucheira
  - Leodonta
  - Leuciacria
  - Melete
  - Mylothris
  - Neophasia
  - Pereute
  - Prioneris
- Appiadina öregnem 3 nemmel:
  - Aoa
  - Appias
  - Saletara
- Pierina öregnem 16 nemmel:
  - Ascia
  - Baltia
  - Ganyra
  - Hypsochila
  - Infraphulia
  - Itaballia
  - Leptophobia
  - Perrhybris
  - Phulia
  - Pieriballia
  - fehérlepke (Pieris)
    - káposztalepke (Pieris brassicae),
    - hegyi fehérlepke (Pieris bryoniae),
    - magyar fehérlepke (Pieris mannii),
    - répalepke (Pieris rapae),
    - repcelepke (Pieris napi),

  - Pierphulia
  - Pontia
    - rezedalepke (Pontia daplidice),

  - Talbotia
  - Tatochila
  - Theochila
- öregnembe nem sorolt nemek:
  - Belenois
  - Dixeia
  - Elodina
  - Leptosia
  - Sinopieris